# 加勒比海盗5：死无对证
《加勒比海盜－神鬼奇航：死無對證》是一部於2017年上映的美國劍客奇幻電影，為「神鬼奇航系列電影」的第五部作品。由乔阿吉姆·罗恩尼和艾斯彭·山德伯格共同執導，傑夫·內桑森編劇，而傑瑞·布洛克海默則再次擔任監製。強尼·戴普、傑佛瑞·羅許、奧蘭多·布魯、綺拉·奈特莉皆回歸分別飾演傑克·史派羅、海克特·巴博薩、威爾·杜納、伊莉莎白·史旺，其他演員包含哈維爾·巴登、布蘭頓·思懷茲、凱亞·絲柯黛蘭莉歐與凯文·麦克纳利。
電影於2011年的《神鬼奇航4：幽靈海》上映前就已經開始前期製作，由泰瑞·羅西奧撰寫劇本。2013年初，傑夫·內桑森被聘編寫一份新劇本。電影最初計劃在2015年發布，後從2016年又延至2017年，由於劇本和預算的問題才會做出此決定。主要攝影開始在澳大利亞，2015年2月後，澳大利亞政府提供迪士尼2,000萬美元的稅收鼓勵，並於2015年7月宣布殺青，電影定於2017年5月26日在美國上映。
經過《神鬼奇航4：幽靈海》六年的期望到來後，本片的評價依然是褒貶不一，主要被批評電影的轉折、雜亂無章以及沒有連貫性的劇情，但對於視覺效果、演員的演技以及幽默的地方還是獲得部份觀眾的讚許。全球票房收入7.95億美元，預計預算在2.3億到3.2億美元之間，不如預期的佳績，成為該系列票房收入排名倒數第二低的票房。

## 劇情
亨利·杜納是威爾·杜納和伊麗莎白·斯旺的兒子，他從小就開始找尋各種資料來想辦法破解父親所纏身的詛咒。亨利十二歲那年得知海神波塞頓葬於深海的「三叉戟」能夠破解所有海洋詛咒，便冒險下海登上沉寂於海裏的飛翔的荷蘭人號，告知父親這件事時也希望能知道傑克·史派羅船長的下落，認為傑克對海洋的精通能協助他尋找三叉戟。但威爾卻不認為三叉戟能夠被凡人找到，為了兒子的安全而只好狠心命令兒子回到岸上，並將其項鏈交給兒子。
九年後，亨利當上英國皇家海軍船隻的水手，於一場追逐一艘海盜船的行動中，亨利眼看前方是俗稱“海洋禁忌之地”的魔海三角州，試圖阻止上將繼續向前航行卻被他們當成“叛徒”而被關在牢房裏。當船進入三角地帶不久後，於前方碰見一個老舊的船隻殘骸。轉眼間，一群幽靈形態的惡鬼軍團襲擊船隻、殲滅所有英軍，惡鬼領袖則是阿爾曼多·薩拉查船長，一位舊時代的西班牙海軍船長，他憎惡海盜和掃蕩大海之程度，曾經讓所有海盜都聞風喪膽；而他數十年前被當時還年輕的傑克·史派羅誘騙駛進魔海三角州，導致他和其船員都受此地詛咒影響而淪為惡鬼，被困於此多年直到現在。當薩拉查看見船上的一張傑克·史派羅的通緝令時，他決定放走亨利作為唯一活口，命令亨利為傑克傳一個口信，表示自己逃出生天後便會去追尋他。
在聖馬丁島加勒比海，一位女天文地理學家卡芮娜·史密斯，多年來試圖解開她從未見過的父親所遺留的日記，卻被英軍強行冠上女巫罪行而被宣判死刑。她逃離監禁時遇見傑克，當時正在和手下船員約夏米·吉布斯等人搶島上銀行的金庫，但最後由於金庫裏的錢財於拖吊的半路上全部掉光，吉布斯等船員都決定背棄他離開。傑克走進一家酒吧澆愁時，不惜拋棄自己隨身多年的「魔法羅盤」來付酒錢，這導致被困於魔海三角州的薩拉查等人終於逃出魔海並重見天日。卡芮娜扮成護士遇見上岸後住院於此的亨利，便決定通過日記來互相協助彼此，但卡芮娜很快就被本地英國海軍抓回去，和剛被抓到的傑克同時走上處刑台。所幸亨利找回吉布斯等傑克船員，於一場驚險追逐後成功救出他們，所有人便搭上傑克新蓋的垂死海鷗號起航尋找三叉戟。
薩拉查駕駛沉默瑪麗號摧毀他所有遇到的海盜船，而當他遇見傑克多年死敵哈克特·巴博沙率領的安妮女王復仇號時，巴博沙冒險說服薩拉查說自己能幫他於明日日出之前找到傑克，而薩拉查雖然不情願但還是同意。與此同時，傑克等人在卡芮娜提示的要靠星空來對位三叉戟的位置，薩拉查開船緊追在後，迫使傑克、亨利和卡芮娜只好乘坐小船劃到最近的小島上。途中，薩拉查放出了三隻惡鬼鯊魚，而傑克想辦法到海灘上後，剛好發現薩拉查等人因為受詛咒影響而不能上岸。但在島上，傑克、卡芮娜和亨利不巧遇見傑克曾經得罪過的劊子手灣海民，對方還強迫傑克與老大的醜陋姐妹結婚。所幸巴博沙逃離薩拉查掌控後救出了傑克等人，並利用自己之前從黑鬍子手中獲得的劍，將傑克藏身多年的黑珍珠號從封印瓶中釋放出來，但巴博沙還是奪得船的指揮權。
傑克一夥便繼續旅程，而傑克和巴博沙兩人靠和卡芮娜的對話中發現，卡芮娜其實就是巴博沙長久失散的女兒；巴博沙解釋當初將她寄放在孤兒院後，留下日記本是要讓她過上美好生活。眾人繼續跟隨星空時，追捕傑克和卡芮娜的英國海軍靠審訊吉布斯等人後追到這裡，但海軍的戰船很快就被趕來的薩拉查開船壓碎。在黑珍珠號和沉默瑪麗號雙方交戰的同時，卡芮娜掌舵開到三叉戟之島，迫使薩拉查等人立刻撤退調轉船頭。上島的卡芮娜解開島上的閃爍石頭機關，瞬間將面前的海平面一分為二，在海底找到海神遺留於此的三叉戟。但薩拉查靠附身於俘虜的亨利來到海底和傑克交戰，但當卡芮娜拔出三叉戟時，薩拉查便脫離亨利的身體取得三叉戟、獲得海神之力後繼續攻擊傑克，但亨利搶先將三叉戟當場砍碎，破解了海洋所有的詛咒。
詛咒破解讓薩拉查等人恢復凡人狀態，但大海也開始閉合，逃回黑珍珠號的吉布斯等人放入船錨讓眾人爬上來。薩拉查還是執意要殺死傑克，便遺棄他所有船員在海裏赴死，一同搭上船錨往上爬。巴博沙及時抓住失手掉下去的卡芮娜，但卡芮娜通過其手臂上的刺青才得知巴博沙是自己父親。為了不讓薩拉查爬上來，巴博沙便犧牲他自己跳下去、帶著薩拉查一同墜海喪生。海面閉合後，眾人摘帽致意英勇戰死的巴博沙後，亨利在傑克幫助下歸還巴博薩的日記本來安慰難過的卡芮娜。旅程過後，成為一對情侶的亨利和卡芮娜一同回到皇家港口，一起迎接脫離詛咒而從荷蘭人號上岸的父親威爾，而伊麗莎白跑過來使得使杜納一家終於久別重逢。於黑珍珠號上看到此景象的傑克，靠巴博沙遺留的猴子傑克拿回自己的羅盤後，和吉布斯等人駛向繁星開始新的旅程。
後來，威爾和伊麗莎白一同睡在久別的床時，一個疑似戴維·瓊斯身影的人於深夜走進他們的房間。當威爾驚醒並認為只是一場噩夢、繼續躺下入睡時，床底的地板上卻留下瓊斯活動過的藤壺痕跡……

## 演員
| 演員                              | 角色                                       | 備註 |
| 強尼·戴普 Johnny Depp             | 傑克·史派羅 Capt. Jack Sparrow             | 黑珍珠號的船長，經歷過多次尋寶旅程的知名海盜王，但如今卻淪為了一名落魄海盜，直到這次尋找三叉戟的旅程才被迫復出。                                                                                             |
| 哈維爾·巴登 Javier Bardem         | 阿爾曼多·薩拉查 Capt. Armando Salazar      | 前西班牙海軍船長，是一位冷血兇狠的海盜殺手，讓海盜民間聞風喪膽。一次追擊海盜的戰役中被傑克用計誤駛進魔鬼三角州，淪為了惡鬼後一直策劃報仇，並發誓會殺光所有海盜。                                             |
| 傑佛瑞·羅許 Geoffrey Rush         | 哈克特·巴博沙 Capt. Hector Barbossa        | 傑克的多年死敵，與其的關係亦敵亦友，現擁有自己的船隊。 |
| 布蘭頓·思懷茲 Brenton Thwaites    | 亨利·杜納 Henry Turner                     | 威爾的兒子，從小立志讓父母團圓，十二歲時得知三叉戟是破解海洋詛咒的唯一鑰匙，長大後便靠傑克·史派羅協助來尋找三叉戟。                                                                                          |
| 凱亞·絲柯黛蘭莉歐 Kaya Scodelario | 卡芮娜·史密斯-巴博沙 Carina Smyth-Barbossa | 一位女天文學家，雖然是巴博沙的女兒卻因為巴博沙當海盜的關係，從小身為孤兒，靠巴博沙所留下的日記本學會了許多天文知識，決定有朝一日找到父親下落，直到最後看到巴博沙手臂上的星空圖案才知道巴博沙就是自己的父親。 |
| 凱文·麥克納利 Kevin McNally       | 約夏米·吉布斯 Joshamee Gibbs               | 傑克的忠實大副，是跟隨傑克身邊多年的忠實船員。 |

此外，大衛·溫翰飾演約翰·史高費爾（John Scarfield），英國皇家海軍高官，持續追捕傑克、卡芮娜和亨利。席芬坦·法拉哈尼飾演珊薩（Shansa），一名和巴博沙有淵源的海洋女巫。史蒂芬·葛拉翰、馬丁·科勒巴、吉爾斯·紐（Giles New）和安加斯·巴内特分別回歸飾演史克朗（Scrum）、馬蒂（Marty）、慕托格（Murtogg）和慕爾羅伊（Mullroy），四人在本片中為傑克的船員。亞當·布朗、丹尼·可瑞和德爾羅伊·阿特金森（Delroy Atkinson）分別飾演基迪（Jib）、波拉德（Bollard）和馬多克斯（Maddox），傑克新招募的船員。
奧蘭多·布魯回歸飾演威爾·杜納，受詛咒束縛而當上飛行荷蘭人號船長，亦是亨利的父親、傑克的舊夥伴。姬拉·麗莉回歸客串飾演伊麗莎白·斯旺，威爾之妻、亨利的母親、傑克的舊夥伴。保羅·麥卡尼飾演傑克叔叔（Uncle Jack），傑克的久別叔叔。

## 製作

### 拍攝

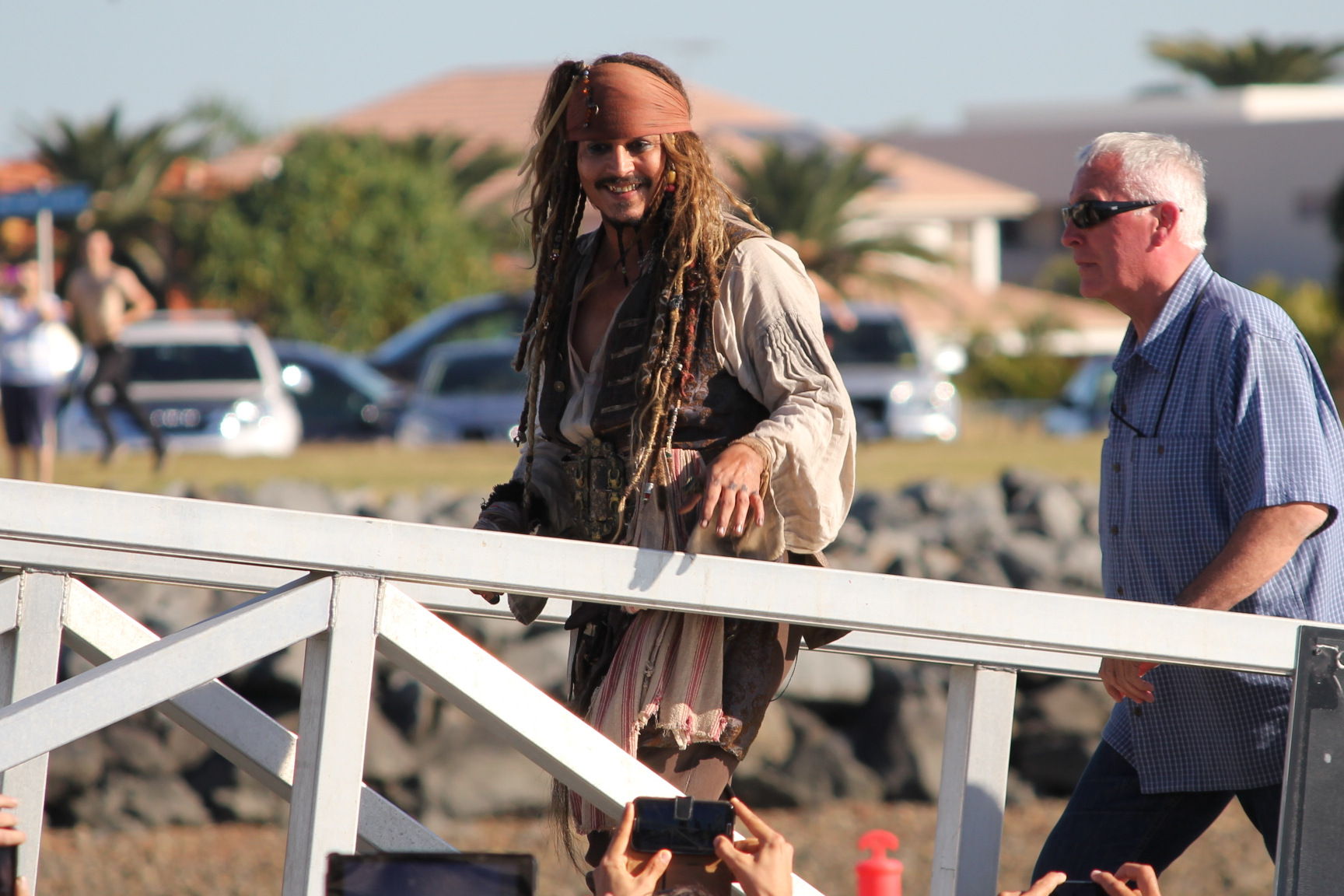
強尼·戴普在昆士蘭拍攝《加勒比海盗5：死无对证》，2015年6月。

拍攝於2015年2月17日在澳大利亞開始。2015年7月，布洛克海默透過Instagram宣布，為期95天的拍攝工作已經結束。為神鬼奇航系列第二部以數位3D攝影機拍攝的電影。

## 發行
电影原本计划于2015年7月上映，但影片制片人傑瑞·布洛克海默考虑到剧本问题，以及为避免与其他大片撞车，已宣布将上映日期推迟至2017年7月7日。随后又调整至2017年5月26日。
2017年5月，某个人駭客组织向迪士尼勒索大量资金，不然要公开影片，迪士尼拒绝黑客的要求并向联邦调查局报案，以期查出黑客的身份。
2017年9月19日發行DVD，2017年10月3日發行藍光版。

### 評價
《加勒比海盜 神鬼奇航：死無對證》獲得了褒貶不一的評價，爛蕃茄上收集的290篇專業影評文章中，有86篇給出了「新鮮」的正面評價，「新鮮度」為30%，平均得分為4.7分（滿分10分）觀眾則給出了61%的正面分數，平均得分為3.5分（滿分5分），該網站共識：「《死無對證》證明了無論是導演還是不死生物哈維爾巴登的變化都足以消耗這種沉沒的特許經營權的陰暗艙底。」，而基於另一影評網站Metacritic上的45篇評論文章，其中11篇予以好評，12篇差評，22篇褒貶不一，平均分為39（滿分100），专业口碑不高，而359個觀眾則給出6.2分（滿分10分）的正面分數，CinemaScore所進行的調查，觀眾的平均評價於A+至F間落於「A-」。

### 獎項
| 年份 | 名稱               | 獎項                             | 補充                     | 結果 | 來源   |
| ---- | ------------------ | -------------------------------- | ------------------------ | ---- | ------ |
| 2017 | 2017年青少年選擇獎 | 電影票選獎：銀幕之吻（接吻場景） | 奧蘭多·布魯與綺拉·奈特莉 | 提名 | [ 20 ] |
| 2017 | 2017年青少年選擇獎 | 電影選擇獎：動作片               | 神鬼奇航：死無對證       | 提名 | [ 20 ] |
| 2017 | 2017年青少年選擇獎 | 電影選擇獎：動作片男演員         | 強尼·戴普                | 提名 | [ 20 ] |
| 2017 | 2017年青少年選擇獎 | 電影選擇獎：動作片女演員         | 卡雅·斯考達里奧          | 提名 | [ 20 ] |
| 2017 | 2017年青少年選擇獎 | 電影選擇獎：反派                 | 哈維爾·巴登              | 提名 | [ 20 ] |
| 2017 | 2017年青少年選擇獎 | 電影選擇獎：夏季電影             | 神鬼奇航：死無對證       | 提名 | [ 20 ] |

### 票房
2017年4月，早期估計《加勒比海盗5：死无对证》在為期四天的亡兵紀念日中的首週末票房能達到1.15億美元。2017年5月，電影的首週末票房預估值調整為9000萬美元至1億美元。後來，估計值降低至7500萬美元。美國首週末票房收入為7660萬美元，位居當週票房冠軍。該成績為該系列最低，但評論家認為這仍不算是相當差的失敗。
台灣方面，首日票房為新台幣1680萬元；端午連假四天票房為新台幣1.1億元；最終全台票房為新台幣2.28億元。
| 上一届： 《異形：聖約》   | 2017年美國週末票房冠軍 第21週        | 下一届： 《神力女超人》 |
| 上一届： 《異形：聖約》   | 2017年台北週末票房冠軍 第21週        | 下一届： 《神力女超人》 |
| 上一届： 《異形：聖約》   | 2017年香港週末票房冠軍 第22週        | 下一届： 《神奇女俠》   |
| 上一届： 《摔跤吧！爸爸》 | 2017年中国內地一周票房冠军 第22-23周 | 下一届： 《新木乃伊》   |

## 潛在續集
根據2018年8月的媒體報導，乔阿吉姆·罗恩尼有可能會回歸執導《加勒比海盗5：死无对证》的續集（也是《神鬼奇航》系列電影的第六集），並預定由傑夫·內桑森、泰瑞·羅西奧以及泰德·艾略特撰寫劇本。不過由於當時罗恩尼正在拍攝電影《黑魔女：沉睡魔咒2》，因此《神鬼奇航》第六集可能要等到2020年才會開始製作。